# Stéphane de Lobkowicz
Stéphane Ladislas Pius Marie prins de Lobkowicz (Leuven, 29 juli 1957) was een Belgisch lid van het Brussels Hoofdstedelijk Parlement.

## Levensloop
Hij heeft een licentiaat in de rechten en werd beroepshalve advocaat. In 2019 richtte hij met zijn zoon Frédéric een vastgoedvennootschap op, die ondergebracht werd in het Kasteel van Dongelberg.
Voor de PRL werd hij in 1983 verkozen tot gemeenteraadslid van Ukkel en was er van 1989 tot 2001 schepen. Tevens was hij van 1989 tot 2009 lid van het Brussels Hoofdstedelijk Parlement. In 2012 verliet hij de gemeenteraad van Ukkel.
In 2000 streed hij met partijgenoot Eric André op een bitsige manier om het burgemeesterschap van Ukkel. Uiteindelijk werd Claude Desmedt burgemeester van Ukkel. Lobkowicz was het daarmee niet eens en verliet begin 2001 de PRL om toe te treden tot de PSC, de partij die vanaf 2002 cdH heette.

## Familie
Hij behoort tot het adellijke huis Lobkowicz en is een kleinzoon van de 13e prins van Lobkowicz (1877-1953), die getrouwd was met de Belgische gravin Marie de Beaufort-Spontin (1885-1942). Zijn vader, prins Ladislas (1925-1985), die in Tsjechië was geboren en kamerheer van de Oostenrijkse keizer was, trouwde met de Belgische gravin Thérèse Cornet d'Elzius de Chenoy (1932) en hij liet zich in 1958 inlijven in de Belgische adel met de titel van prins op allen en het predicaat Zijne Doorluchtige Hoogheid, eveneens overgaand op alle afstammelingen. Zoon Stéphane was gehuwd met Barbara d'Ursel de Lobkowicz (1957-2017), die van 2014 tot aan haar overlijden voor het FDF en daarna DéFI in het Brussels Hoofdstedelijk Parlement zetelde.
Hun dochter Ariane de Lobkowicz-d'Ursel (1996) is sinds 2019 eveneens lid van het Brussels Hoofdstedelijk Parlement voor DéFi.